# Processus (anatomie)
Pour les articles homonymes, voir Processus.
En anatomie, un processus est une excroissance volumineuse ou une expansion nettement détachée d’un organe.  S'agissant des os, il est anciennement appelé  apophyse, et est alors un relief osseux parmi d'autres (cavité, éminence, incisure, sillon, tubérosités, tubercule...). Il peut être palpable et participer à une articulation ou à l'insertion d'un muscle.

## Principaux processus osseux du corps humain
Le relief du squelette humain est formé de nombreux processus.

### Tête
- les processus ptérygoïde, ptérygo-épineux et vaginal du sphénoïde.
- les processus pyramidal, orbitaire et sphénoïdal de l'os palatin.
- le processus unciforme de l'os ethmoïde.
- les processus frontal, alvéolaire, palatin et zygomatique de l'os maxillaire.
- les processus zygomatique et maxillaire de l'os frontal.
- les processus frontal, temporal et maxillaire de l'os zygomatique.
- les processus mastoïde, styloïde et zygomatique de l'os temporal.
- les processus condylaire et coronoïde de la  mandibule.

### Squelette axial
- les processus vertébraux épineux, transverses et articulaires  des vertèbres.
- les processus accessoires situés à la face postérieure de la base de chaque processus transverse de chaque vertèbre lombaire.
- le processus odontoïde de l'axis.
- le processus xiphoïde du sternum

### Membre supérieur
- l'acromion et le processus coracoïde de la scapula.
- l'olécrâne et les processus styloïde et coronoïde de l'ulna.
- le processus styloïde du radius.
- les épicondyles médial et latéral de l'humérus.

### Membre inférieur
- les petit et grand trochanters du fémur.
- la malléole médiale du tibia.
- la malléole latérale de la fibula.

## Autres exemples de processus chez l'être humain
S'agissant d'excroissance d'organes, il est possible de citer le processus caudé du lobe caudé du foie (anciennement queue du tubercule caudé),  le processus axillaire de la glande mammaire, le processus unciforme du pancréas (ou processus unciné du pancréas, crochet du pancréas), etc.

## Chez l'animal
Ces excroissances sont décrites en anatomie de la même manière, et par exemple le processus unciné chez les oiseaux.
Chez les arthropodes, l'exosquelette peut être renforcé par un endosquelette rigidifiant l'ensemble, constitué de crêtes (épaississements locaux du tégument qui assurent une protection mécanique renforcée), d'apophyses, d'apodèmes et d'endophragmes (invaginations tégumentaires correspondant à des prolongements chitineux internes de l'exosquelette, l'apophyse sous forme de point ou d'épine, l'apodème ou l'endophragme sous forme de lamelle) servant d'insertion des muscles dont l'efficacité est optimisée. L'apodème et l'endophragme sont ainsi deux processus chitineux formant le squelette apodémien et endophragmal. Ces deux éléments de l'endosquelette sont considérés comme l'équivalent du tendon des vertébrés, et est 50 fois plus rigide qu'un tendon.